# はやぶさ (列車)
はやぶさは、日本国有鉄道（国鉄）・JRが東京駅 - 熊本駅間を運行していた寝台特急列車（寝台特急）である。
本項では、かつて日本国有鉄道（国鉄）・JRが東京 - 熊本間で運行していた寝台特急、ならびに東京と鹿児島県を鹿児島本線経由で運行していた寝台特急および優等列車の沿革について記述し、2011年（平成23年）から東北新幹線、2016年（平成28年）から北海道新幹線において運行されている列車については「はやぶさ (新幹線)」に記す。

## 概要
日本国有鉄道（国鉄）および分割民営化後のJRが、東京 - 熊本（1997年までは西鹿児島〈現・鹿児島中央〉）間を東海道本線・山陽本線・鹿児島本線経由で運行していた。
JRが運行していた定期列車としては、かつての競合相手であった「さくら」が2005年（平成17年）3月1日に廃止されたため、それ以降廃止までの間は日本一の長距離旅客列車であった。
京阪神と九州を結ぶ「なは」「あかつき」が2008年（平成20年）3月14日発（始発駅基準）の運行をもって廃止されたため、翌日の3月15日以降廃止まで併結する「富士」とあわせて関東・東海・京阪神から九州へ直通する最後の定期夜行優等列車であった。
運行後期は乗車率が低迷し、JR九州によると2007年度の平均乗車率は約20%（1989年時点と比べ約4分の1） だった。
2009年（平成21年）3月13日をもって廃止。

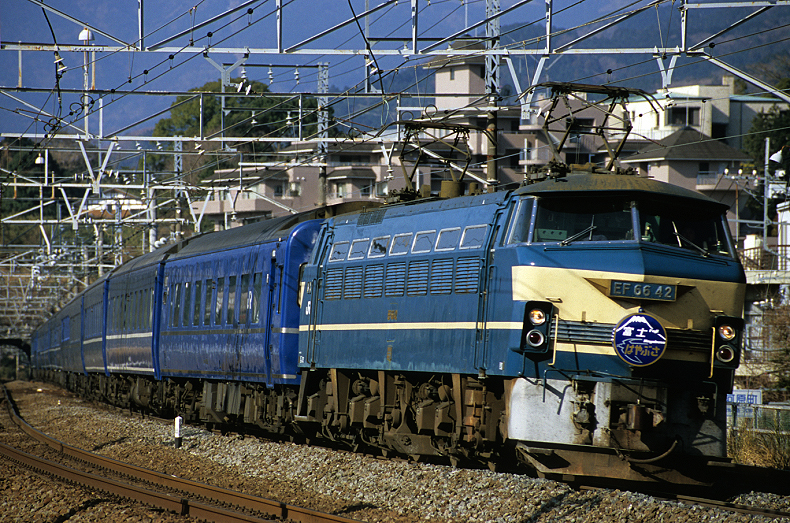
運行後期の「はやぶさ・富士」（2005年3月8日 真鶴 - 湯河原間）
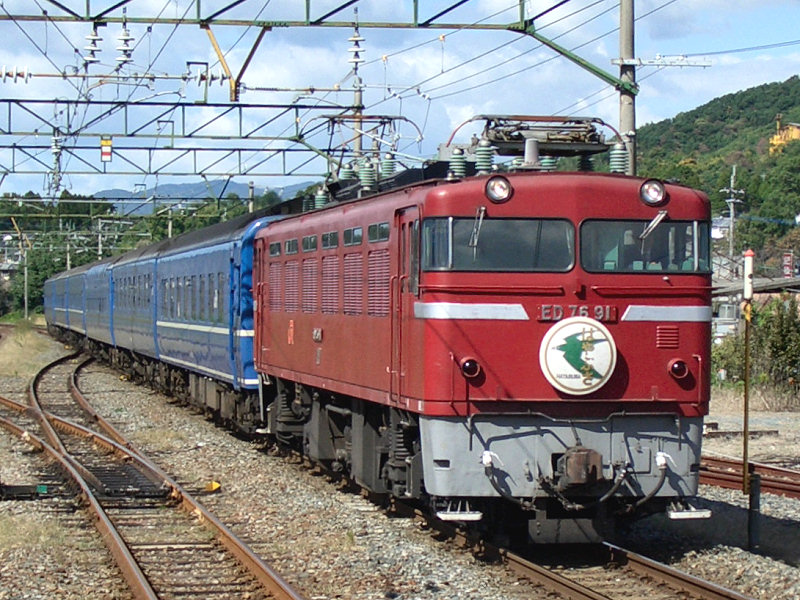
九州区間を走行する「はやぶさ」（2007年10月27日 木葉駅）
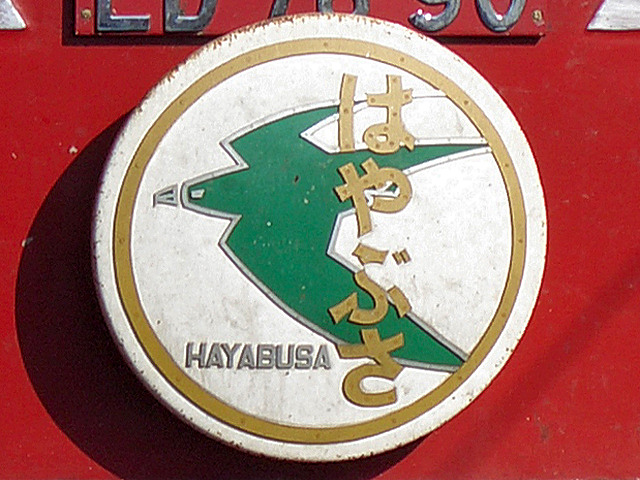
末期の寝台特急「はやぶさ」のヘッドマーク
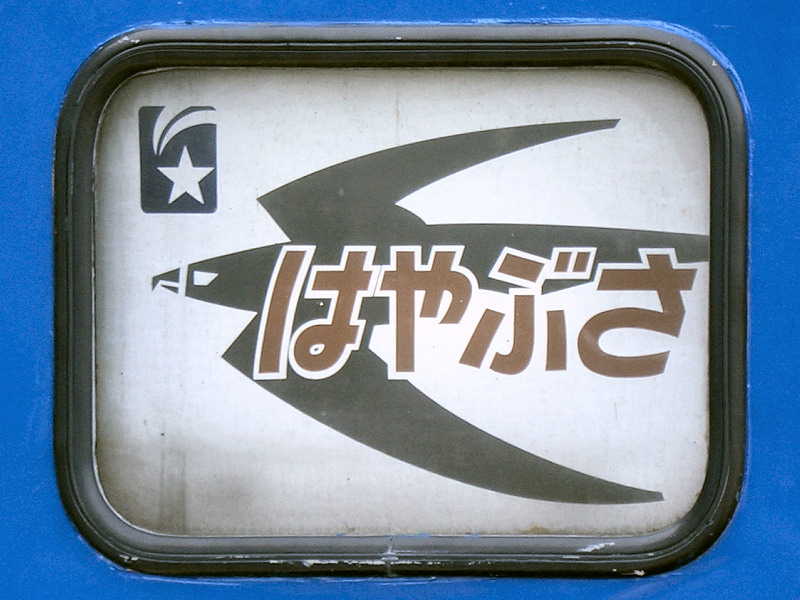
末期の寝台特急「はやぶさ」のテールマーク

## 列車名の由来
鳥のハヤブサにちなむ。寝台特急の運行開始当初では特急の名称として鳥類のものが充てられただけではなく、東京 - 大阪間ビジネス特急の名称として公募した際に佳作として選定され、特急に使用することが決定されていた名称でもある。

## 廃止直前の運行概況
東京 - 熊本間 (1315.0 km) で運行されていたが、下り列車は新垂井駅経由のため、実走行キロは1317.9 kmとなった。
多層建て列車で運行されたため列車番号は区間により異なっており、東京 - 門司間は併結相手の「富士」に合わせて 下り列車が 1、上り列車が 2、門司 - 熊本間は下り列車が 41、上り列車が 42 として運行されていた。

### 停車駅
東京駅 - 横浜駅 - 熱海駅 - 沼津駅 - 富士駅 - 静岡駅 - 浜松駅 - （豊橋駅） - 名古屋駅 - （岐阜駅） - （京都駅） - （大阪駅） - 三ノ宮駅 -［岡山駅］ - 倉敷駅 -［福山駅］ - ［尾道駅］ - 広島駅 - 岩国駅 - 柳井駅 - 下松駅 - 徳山駅 - 防府駅 - 新山口駅 - 宇部駅 - 下関駅 - 門司駅 - 小倉駅 - 博多駅 - 鳥栖駅 - 久留米駅 - 大牟田駅 - 熊本駅（1997年11月29日までは、熊本駅-八代駅-水俣駅-出水駅-阿久根駅-川内駅-串木野駅-伊集院駅-西鹿児島駅だった）
- （ ）は下りのみ停車、［ ］は上りのみ停車
- 下りの下松→熊本間では、乗車券と立席特急券でB寝台に乗車することが可能であった。

この他、下り列車では米原駅・姫路駅・岡山駅・福間駅、上り列車では赤間駅・大阪駅・米原駅で運転停車をおこなっていた。下り列車が福間駅で特急「ソニック」10号の、上り列車が赤間駅で特急「有明」24号の待避を行っていた。
大幅な遅延などで品川駅止まりとなった場合は、小田原駅に臨時停車し、小田原 - 品川間は東海道貨物線経由での運行となるため、横浜駅は経由しなかった。

### 使用車両・編成

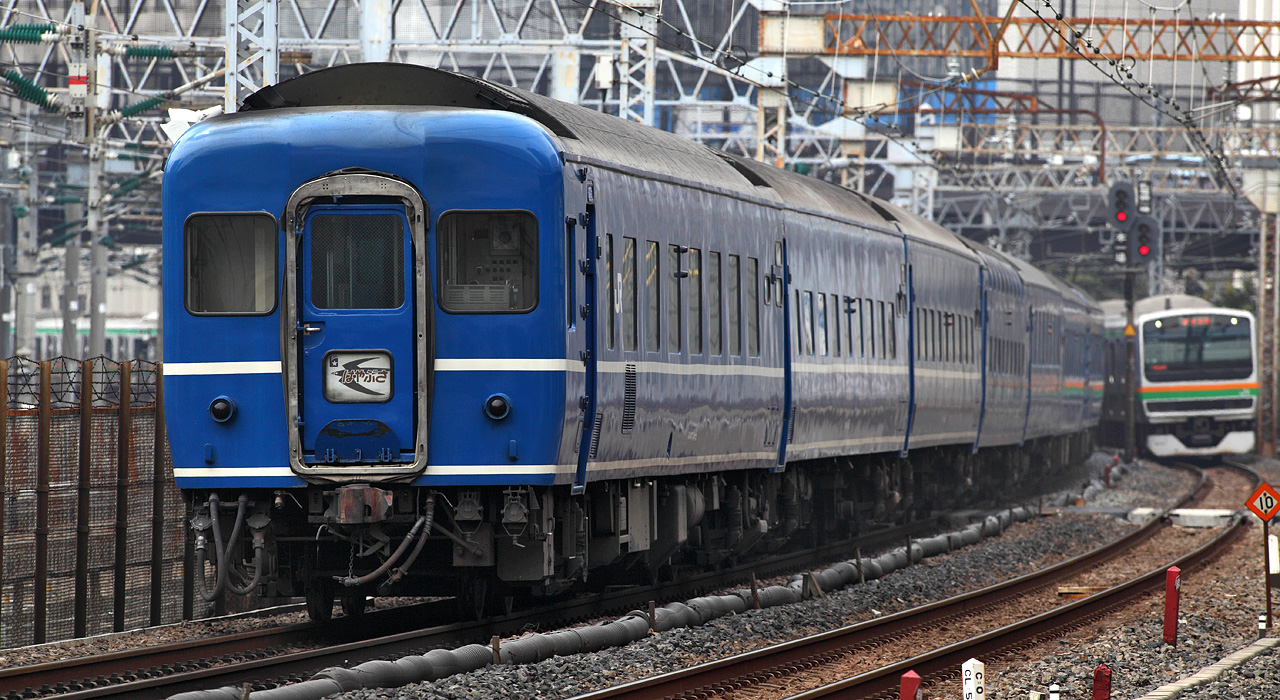
寝台特急「はやぶさ」14系客車（東海道本線田町駅）

熊本車両センターに所属する14系客車が使用された。
「スハネフ14 (15) 形 - オロネ15形3000番台 - オハネ15形2000番台 - オハネ15形 - オハネ15形 - スハネフ14 (15) 形」1編成を上り「はやぶさ」 → 下り「富士」 → 上り「富士」 → 下り「はやぶさ」とする運用を組み合わせる形で使用されていた。
「富士」「はやぶさ」に使用された14系の製造時の形式は、14系14形が5両（スハネフ14形0番台）、14系15形が9両（スハネフ15形、オハネ15形0番台）、24系24形が1両（オハネフ24形を改造したスハネフ14 101）、24系25形が16両（オロネ15形3000番台、オハネ15形2000番台、オハネ15形1100番台）と20系を除く旧国鉄が設計・製造した寝台特急用客車の全形式にわたった。
このため、銀帯の車両が多数派となっているが、もともと白帯であるスハネフ14形に加え、更新改造時にステンレスによる銀帯を白帯塗装に変更した15形車両も存在するため、帯の色が統一された編成となることはほとんどなかった。運行廃止直前の時点では、スハネフ14形、スハネフ15形の一部、オハネ15形1100番台が白帯、スハネフ15形の一部、オハネ15形0番台、オハネ15形2000番台、オロネ15形3000番台が銀帯となっていた。

### 担当乗務員区所
車掌は国鉄時代からJR時代を通じ、永らく全区間を博多車掌区が担当していたが、2005年3月1日ダイヤ改正での「富士」との併結以降、上下列車とも、東京 - 下関間を西日本旅客鉄道（JR西日本）の下関地域鉄道部下関乗務員センターが、下関 - 熊本間は九州旅客鉄道（JR九州）博多車掌区が担当した。運転士は各旅客会社が自社区間を担当していたが、九州島内では下関 - 門司間は日本貨物鉄道（JR貨物）門司機関区、門司 - 鳥栖間は小倉運転区、鳥栖 - 熊本間は熊本運輸センターが担当した。

### 車内販売

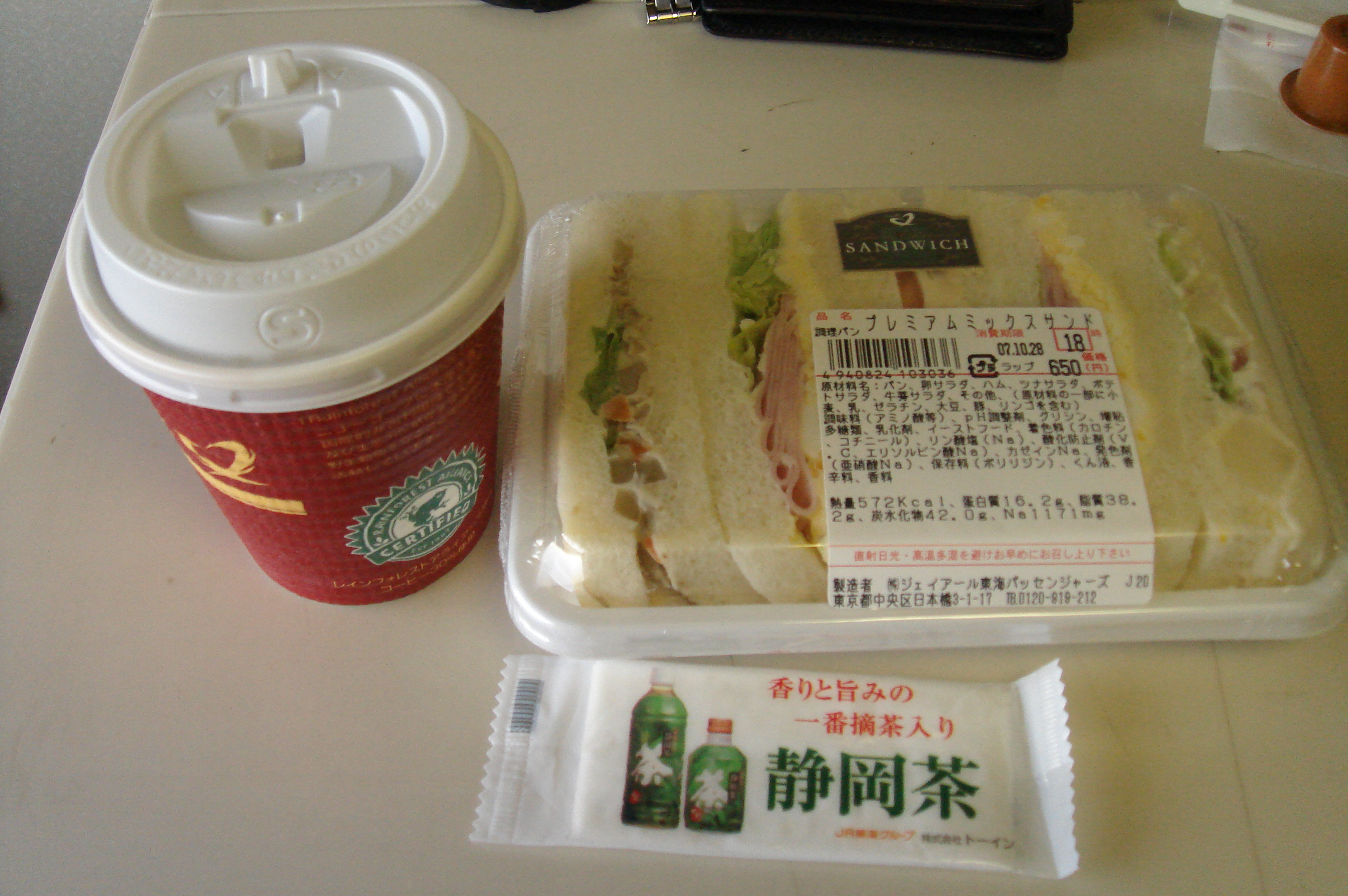
上り「はやぶさ」で販売されていたコーヒーとサンドイッチ

1993年（平成5年）3月18日ダイヤ改正以前は、食堂車が連結・営業されていたが、利用者の減少が著しくなった同年3月18日からは売店としての営業に縮小され（当時は食堂営業時代と同じく東京 - 熊本間で日本食堂が担当していた）、1997年（平成9年）11月29日ダイヤ改正で、食堂車の連結を完全に取りやめた。同年のダイヤ改正以降は、下りは東京→名古屋間と徳山→博多間で、上りは名古屋→東京間で車内販売が実施されていた。車内販売は6・7号車から巡回した。なお、東京 - 名古屋間の車内販売はジェイアール東海パッセンジャーズ (JRCP) の担当に変更された。
販売品目はコーヒーやジュース・駅弁・菓子などで、取扱い内容は下りと上りとでは異なっていた（下りでは缶ビールなどの酒類も販売されていた）。
上り列車の場合、機関車の交換と「富士」の連結作業のため、門司駅で29分間停車した。

## 「はやぶさ」が登場する主な作品
- 西村京太郎 『寝台特急殺人事件』
- 島田荘司 『寝台特急「はやぶさ」1/60秒の壁』
- 映画『ブルートレインひとり旅』（1982年、中山節夫監督作品）
- 映画『男はつらいよ 寅次郎の休日』（1990年、山田洋次監督作品）
- 横溝英一『しんかんせんでおいかけろ!』（1997年・絵本、ISBN 978-4-33-800645-3）
- 西村京太郎 『山陽・東海道殺人ルート』（2008年リメイク版）
- 松山せいじ『鉄娘な3姉妹』（0番線および5番線）

## 東京対鹿児島本線優等列車沿革

### 戦前・関門トンネル開業による運行開始
- 1942年（昭和17年）11月15日：関門トンネル開業に際し、急行列車7・8列車の運行区間を東京 - 鹿児島間に変更する。
  - この列車は、それ以前は列車番号上は3・4列車、特急「櫻」（さくら）と称したが、この関門トンネル開業に際し運行区間を延長したものである。しかし特急列車ではなく、急行列車となったのは当時の輸送状況として不要不急の旅行を避けるべきとされた時代でかつ長崎港駅まで乗り入れた1・2列車「富士」との差違を設けるためともされている。ただし、東京 - 下関間が「櫻」と同じダイヤであったことに同じ編成で運行されたことで、特急・急行を第一種・第二種と等級制に再編した際には第一種列車に指定されるなど、特急列車に準じた扱いをしたとされる。
- 1945年（昭和20年）1月25日：運行区間を下関駅まで短縮され、3月20日に運行が中止された。

### 戦後・運行復活からの展開
- 1950年（昭和25年）11月2日：東京 - 鹿児島間を東海道本線・山陽本線・鹿児島本線経由で運行する急行列車「きりしま」運行開始。また、姉妹列車として「筑紫」（つくし）が運行される。
  - 「きりしま」は山陽本線に夜行運転となるが「筑紫」は東海道本線と鹿児島本線とで夜行運転をしたため、1列車が2回夜行列車として運行。
- 1956年（昭和31年）11月19日：このときのダイヤ改正により以下のように変更。
  - 「きりしま」、漢字名称の「霧島」に改称。
  - 「筑紫」の列車名を「さつま」に変更。「筑紫」は新設された東京 - 博多間の夜行急行列車の名称に用いられる。

### 第3の九州特急「はやぶさ」の登場以降
- 1958年（昭和33年）10月1日：「はやぶさ」が東京 - 鹿児島間で運行開始。
  - 従前、同区間を運行していた夜行急行列車「さつま」を格上げする形で運行が開始される[5]。これにより、「はやぶさ」は鳥栖以南の鹿児島本線を運行する初めての特別急行列車となった。運行開始時の博多以南の停車駅は、久留米駅 - 大牟田駅 - 熊本駅 - 八代駅 - 出水駅 - 鹿児島駅であった。
  - 編成はこちらを参照されたいが、車両は（「さちかぜ」→）「平和」と同編成で組成された一般形車両を使用した。
  - 1957年（昭和32年）10月1日のダイヤ改正の時点で博多以西対東京直通特急列車の設定に際して、長崎駅直通か鹿児島駅直通かという検討がなされた。最終的には、戦前に運行された「富士」の実績から「さちかぜ」は長崎直通となった。その代替として東京 - 博多間運行の寝台特急「あさかぜ」と京都 - 鹿児島間運行の夜行急行列車「桜島」と博多駅で接続するダイヤを設定し、実際に同経路で乗車する際には無割引ながら「あさかぜ」の寝台券を付けた乗継特急・急行券を発行した[6]。
- 1960年（昭和35年）
  - 6月1日：このときのダイヤ改正により、東京 - 西鹿児島（現・鹿児島中央）間に不定期急行列車「桜島」（さくらじま）が設定された。
    - 「桜島」自体は「霧島」の輸送力の補助が目的であったが、これには「さつま」のような東海道・鹿児島本線での2夜行行程を要する運行とせず、「霧島」の下りは先行、上りは続行運転とした。

  - 7月20日：「はやぶさ」に20系客車を投入し、同時に運行区間を東京 - 西鹿児島間に変更[5]。
    - 編成図はこちらを参照されたいが、基本的には従来の編成・運用を踏襲する形となり、編成内容も荷物車を除き「さくら」と同等となった。

### 「みずほ」の誕生
- 1960年（昭和35年）12月24日 - 1961年（昭和36年）1月14日：東京 - 熊本間に臨時特急「臨時あさかぜ」を他の列車の混雑緩和のため運行。この列車が「みずほ」の前身となる。編成図はこちらを参照されたい。
- 1961年（昭和36年）10月1日：東京 - 熊本間の不定期列車として「みずほ」運行開始。
  - 「みずほ」は「不定期列車」を名乗るが、実際には毎日の運行とした。当時、唯一の特急用客車であった20系客車は、まだその両数が少なく、「さくら」・「あさかぜ」・「はやぶさ」の3列車専用として限定運用されていたことから、「みずほ」は必然的に一般形客車を使用する編成となった。ただし、「はやぶさ」登場時と異なり、かつての特急用車両であったスハ44・スハフ43形や、急行用としては最新鋭の一等寝台車であったオロネ10形を充当するなど、特別急行列車として一定の配慮がなされていた。しかし、運行当初は表中では「正規編成」と表現した計画された編成で運行できず、実際には表中の「暫定編成」で運行を行った。
  - また、冷房付き車両がオロネ10形と食堂車のオシ17形のみであることから、翌1962年（昭和37年）夏季には「みずほ」の利用に際して、1961年10月1日より実施された特急料金の割引が適用され、遜色分を補った[注 3]。
- 1962年（昭和37年）10月1日：「みずほ」が定期列車に昇格。
  - 定期列車化した同日以降までに正規編成を用いて運行されたとされる。

- 1963年（昭和38年）
  - 6月1日：「みずほ」の使用車両をそれまでの一般客車から、増備が続いていた20系客車に変更。これと同時に編成の一部を大分発着とする。
  - 12月：「みずほ」「はやぶさ」「さくら」に二等寝台車を1両増結。「さくら」「はやぶさ」は博多発着の付属編成に、「みずほ」は基本編成に連結をした。
- 1964年（昭和39年）10月1日：東海道新幹線開業に伴うダイヤ改正に伴い、以下のように変更。
  1. 「みずほ」の大分発着編成を「富士」として分離独立させ、「みずほ」は東京 - 熊本間単独の運行となる。「みずほ」の大分発着編成はそのまま博多駅で増解結した。
  2. 「桜島」運行区間を短縮。新大阪 - 西鹿児島間とする。ただし、臨時延長という形で繁忙期には東京駅または品川 - 西鹿児島間での運行とした。→以下はこちらも参照されたい。
- 1967年（昭和42年）10月1日：「霧島」運行区間を東京 - 西鹿児島間に短縮。
- 1968年（昭和43年）10月1日：このときのダイヤ改正により、以下のように変更。
  1. 「はやぶさ」：博多駅にて増解結を行っていた編成を長崎駅まで延長、西鹿児島発着編成とは鳥栖駅で分割併合を行う[5]。また、長崎発着編成は「あかつき（下り1号・上り2号）」と共用する。
  2. 「みずほ」の運行区間を東京 - 熊本間に変更。
  3. 「霧島」の東京 - 門司間を「高千穂」と併結運転とする。同時に寝台車連結を廃止。
- 1970年（昭和45年）10月1日：京都 - 西鹿児島間の寝台特急としてひらがな書きの「きりしま」を運行開始。これに伴い、東京 - 西鹿児島間急行列車の名称を「霧島」から「桜島」（さくらじま）に変更。
  - 従来から運行していた臨時列車「桜島」はこの変更に際して上り・下りとも「しろやま51号」と改称。
- 1972年（昭和47年）
  - 3月15日：このときのダイヤ改正により、以下のように変更。
    1. 「みずほ」の使用車両を「さくら」・「あさかぜ」（博多発着の1往復）とともに14系客車に変更。「みずほ」の当時の編成は、こちらを参照。オハネフ14形番台0番台とオハネ14形0番台の3段式B寝台車とオシ14形0番台食堂車とオロネ14形0番台A寝台車の連結を開始
    2. この際「さくら」より浮いた1人用個室付きA寝台車「ナロネ22形」を「はやぶさ」西鹿児島駅編成に連結。「はやぶさ」は新大阪 - 西鹿児島・長崎間の「あかつき（下り）1号・（上り）3号」と共用化する。
      - この当時の編成図はこちらを参照されたい。

    3. 「はやぶさ」の列車番号を「下り3列車・上り4列車」に、「みずほ」を「下り5列車・上り6列車」に変更。
    4. 「桜島」の食堂車連結廃止。

  - 7月20日：品川客車区の20系客車運用変更に伴い、「はやぶさ」と「あかつき（下り）1号・（上り）3号」に連結の1人用個室付きA寝台車「ナロネ22形」を開放式A寝台のみの「ナロネ21形」に変更。当時の編成図はこちらを参照。

### 東海道・山陽新幹線全通後の展開

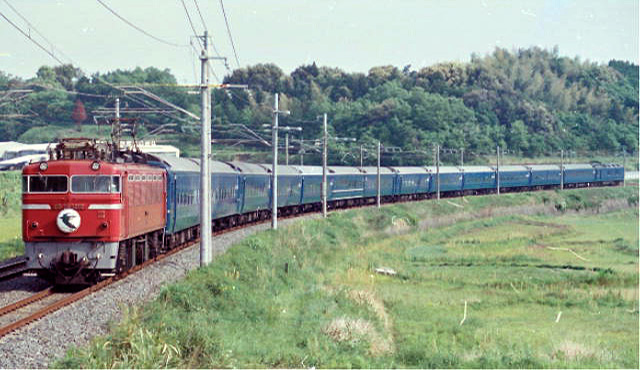
「はやぶさ」ロビーカー登場直前のフル編成
（鹿児島本線 西里 - 植木間）

- 1975年（昭和50年）3月10日：山陽新幹線博多駅乗り入れに伴うダイヤ改正により、以下のように変更する。
  1. 「はやぶさ」の使用車両を20系客車から24系24形客車に置き換え[5]。また、「あかつき」との共用を解消。東京発着の「富士」「出雲」と共用する。電源車および荷物車はマヤ24形を使用、食堂車オシ24形0番台の連結を開始。A寝台車はオロネ24形0番台を使用、B寝台車はオハネフ24形0番台とオハネ24形0番台を使用。
  2. 長崎発着だった「はやぶさ」付属編成を熊本駅まで併結に変更。代わって「みずほ」が鳥栖駅で分割併合を行い、東京 - 熊本・長崎発着となる。このときの「みずほ」編成はこちらを参照されたい。なお「みずほ」は14系14形客車を使用、同時に食堂車オシ14形0番台の連結を開始。A寝台車はオロネ14形0番台を使用、B寝台車はオハネフ14形0番台とオハネ14形0番台を使用。
  3. 「桜島」運行廃止。これにより、東京発着夜行急行列車の九州乗り入れを終了。
  4. 「はやぶさ」にオシ14形0番台からの改造車オシ24形100番台「食堂車」の連結を開始。なおオシ24形0番台食堂車を使用することもあった。後、はやぶさにオハネフ25形0番代の車両の一部だけ使用した。

| B寝台      | B寝台    | B寝台    | B寝台    | B寝台    | B寝台    | B寝台       | B寝台      | 食堂車  | B寝台     | B寝台    | B寝台    | A寝台    |          |
| 13 号車    | 12号車   | 11号車   | 10号車   | 9 号車   | 8 号車   | 7 号車      | 6号車      | 5号車   | 4号車     | ３ 号車  | ２ 号車  | １ 号車  | 電源車   |
| ---------- | -------- | -------- | -------- | -------- | -------- | ----------- | ---------- | ------- | --------- | -------- | -------- | -------- | -------- |
| オハネフ24 | オハネ24 | オハネ24 | オハネ24 | オハネ24 | オハネ24 | オハネフ 24 | オハネフ24 | オシ 24 | オハネ 24 | オハネ24 | オハネ24 | オロネ24 | カニ 24  |
| 東京       | ー       | ー       | ー       | ー       | ー       | 熊本        | 東京       | ー      | ー        | ー       | ー       | ー       | 西鹿児島 |

| B寝台      | B寝台    | B寝台    | B寝台    | B寝台    | B寝台      | B寝台      | B寝台    | 食堂車 | B寝台    | B寝台    | A寝台    | B寝台    | B寝台      |
| ---------- | -------- | -------- | -------- | -------- | ---------- | ---------- | -------- | ------ | -------- | -------- | -------- | -------- | ---------- |
| 14号車     | 13号車   | 12号車   | 11号車   | 10号車   | 9号車      | 8号車      | 7号車    | 6号車  | 5号車    | 4号車    | 3号車    | 2号車    | 1号車      |
| スハネフ14 | オハネ14 | オハネ14 | オハネ14 | オハネ14 | スハネフ14 | スハネフ14 | オハネ14 | オシ14 | オハネ14 | オハネ14 | オロネ14 | オハネ14 | スハネフ14 |
| 「東京     | ー       | ー       | ー       | ー       | 長崎」     | 「東京     | ー       | ー     | ー       | ー       | ー       | ー       | 熊本」     |

- 1976年（昭和51年）10月1日：このときのダイヤ改正により「はやぶさ」の使用車両を24系24形客車から24系25形客車に置き換え。「富士」「出雲」とともに、東京発着の定期寝台特急初の2段B寝台投入。1人用A個室寝台車オロネ25形0番台も同時に連結。このA個室には当初愛称がなかったが、1986年（昭和61年）3月3日に「シングルデラックス」と命名される。編成についてはこちらを参照のこと[注 5]。「食堂車」のみオシ24形100番台を使用（オシ24形0番台を使用することもあった）、電源車および荷物車はカニ24形0番台を使用（カニ24形100番台を使用することもあった）。
- 1978年（昭和53年）2月1日：博多「あさかぜ」の24系25形化に伴い、食堂車の運用を捻出するため食堂車は熊本回転の付属編成となる[5]。この変更は共通運用だった「富士」・「出雲」にも同様に実施。
  - 食堂車は増備しない方針であったため、既に末端区間の食堂利用率が低下気味でかつ運行時間が丸1日となる「富士」・「はやぶさ」の食堂車を、途中駅折り返しとすることで東京に戻る日を1日早め、「あさかぜ」への充当が可能になった。このときの編成はこちらを参照のこと。

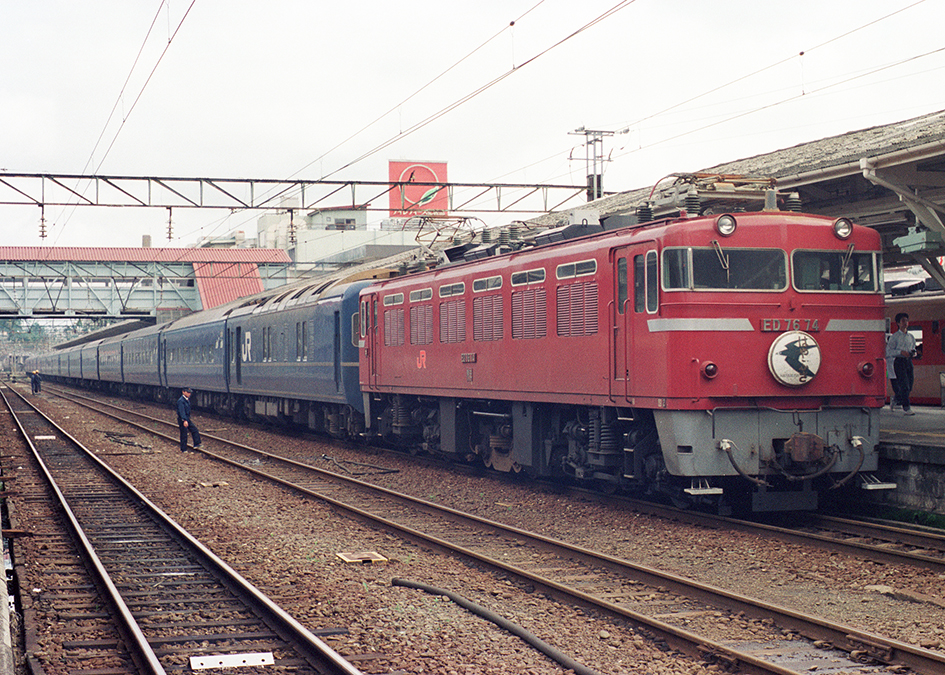
「はやぶさ」
（1987年 鹿児島本線 熊本駅）

- 1980年（昭和55年）10月1日：「富士」の運行区間を東京 - 宮崎間に短縮。15年ぶりに「はやぶさ」が日本最長距離特急へ返り咲く[5]。1983年（昭和58年）11月中旬ごろから1985年（昭和60年）7月の下旬まで「みずほ」用の2段式B寝台車の改造を行う。
- 1984年（昭和59年）
  - 2月1日：廃止されていた九州でのブルートレインへのヘッドマーク取り付けが復活[5]。3段式B寝台車のオハネフ14形とオハネ14形を種車にした2段式B寝台車の改造を行う。
  - 7月20日：「みずほ」にオハネ14形3両からの改造車4人用B個室寝台車オハネ14形700番台「カルテット」の連結を開始[10]。
    - この時期の「みずほ」の食堂車は利用率の低下が著しかったため、合理化の目的でメニュー削減、紙皿・紙コップ使用、セルフサービスといった簡易営業を行っていたため、通常の食堂車表記では問題があるということから時刻表上ではビュフェ表記を付されていた。

1985年（昭和60年）3月のダイヤ改正ごろから1986年（昭和61年）11月のダイヤ改正に掛けて↓
- 1985年（昭和60年）3月14日：「はやぶさ」にオシ14形2両とオハネ14形１両からの改造車オハ24形700番台「ロビーカー」の連結を開始。これに伴い、「はやぶさ」を含めた東京 - 下関間を通し運行するすべての寝台特急の牽引機を、EF65形からEF66形に変更[5]。
- 1986年（昭和61年）11月1日：ダイヤ改正に伴い、客車の受け持ちを以下のように変更。
  1. 「はやぶさ」は「富士」と共通運用とし、それまでの品川運転所から基本編成は鹿児島運転所へ、付属編成を熊本客車区[注 6] へ移管[5]。編成図はこちらを参照されたい。
  2. 「みずほ」は熊本編成が熊本客車区へ移管され、長崎編成は引き続き品川運転所の配置となる。向日町運転所14系15形の一部（オハネフ15形4両とオハネ15形7両）の一部の車両の使用を開始した
  3. 「みずほ」の久留米飛ばしがなくなり、久留米駅が停車駅に追加。

### 民営化以降の展開

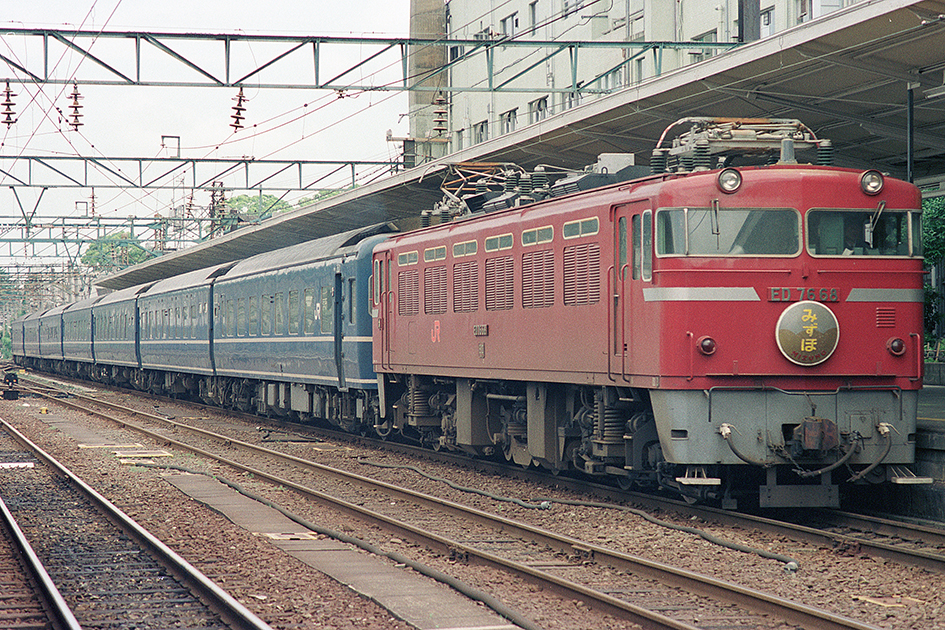
「みずほ」
（1987年 鹿児島本線 熊本駅）

- 1989年（平成元年）3月11日：「はやぶさ」「富士」にオハネ25形100番台4両とオハネ25形200番台1両からの改造車オハネ25形1000番台B1一人用B個室寝台車「ソロ」の連結を開始した。

### 九州特急「はやぶさ」の斜陽化から終焉へ
- 1991年（平成3年）6月1日：食堂利用客の減少に伴い、「みずほ」の食堂車の営業が売店営業に変更される。
- 1993年（平成5年）3月18日：ダイヤ改正により「はやぶさ」は以下のとおり変更となる。
  - 「はやぶさ」が小倉 - 博多間で朝の通勤時間帯に走行することを避けるため、下り列車の東京 - 小倉間のダイヤが「富士」と差し替えられて「はやぶさ」のダイヤが1時間15分繰り下げ。
    - これにより、西鹿児島到着が15時10分とその当時での定期列車では一番遅い到着時間となり、また、途中で追い抜かれる昼行特急列車「つばめ」に乗り換える乗客が目立ってしまい、熊本以南の利用者が減少傾向となる。

  - 食堂車の営業を売店営業に差し替え[11]。
- 1994年（平成6年）12月3日：「みずほ」が廃止[12]。「さくら」が長崎編成・佐世保編成とも共通化され、JR東日本車の九州への乗り入れがなくなる。
- 1997年（平成9年）11月29日：利用者の減少により運行区間を東京 - 熊本間に短縮[13]。1980年10月1日に「富士」が区間短縮されたとき以来維持してきた、定期列車の日本一の長距離定期列車の座を「さくら」に譲る。また、売店営業を行っていたオシ24形の連結終了[5]。同時に日本食堂による東京 - 熊本間通しでの車内販売営業も終了した。24系25形のみで単独運行されたこのときの編成図はこちらを参照されたい。

熊本 - 西鹿児島間廃止時の停車駅
熊本駅 - 八代駅 - 水俣駅 - 出水駅 - 阿久根駅 - 川内駅 - 串木野駅 - 伊集院駅 - 西鹿児島駅
- 1999年（平成11年）12月4日：「はやぶさ」の利用者減に伴う運行系統整理により、鳥栖駅まで寝台特急「さくら」を併結して運転する2階建て列車とした[14]。この「さくら・はやぶさ」の運行形態は1968年から1975年までの「はやぶさ」、1975年から1994年の「みずほ」の運行形態と同様となった。

- 変更概要は以下のとおり。

- 「さくら」は長崎鉄道事業部長崎運輸センター所属の14系客車の6両編成、「はやぶさ」は熊本鉄道事業部熊本運輸センター所属の24系客車9両となり、東京 - 鳥栖間で「はやぶさ」「さくら」として併結運転を行った。
- 従来「はやぶさ」「富士」は共通運用であったため、「富士」編成は「はやぶさ」編成の24系25形客車9両と「さくら」編成の14系客車6両を併結した15両編成となった。
- また、編成単位での14系客車と24系客車の併結運転は史上初であり、サービス用電源はそれぞれ各編成の連結する電源車（カニ24形およびスハネフ14・15形）から供給された。なお、14系客車には非常時等に備え、併結運転対応工事が施された。
- 6両編成となった「さくら」には、従前「はやぶさ」および「富士」に連結されていたオハネ25形1000番台（1人用B個室寝台車「ソロ」）を改造したオハネ15形2000番台が連結されたが、開放型A寝台車（オロネ14形）と食堂車（オシ14形）の連結は終了した。オロネ14形、オシ14形の運用離脱により、残る14系14形はスハネフ14形のみとなり、これ以降、24系25形からの編入改造車を含む14系15形が主体の編成となった。
- 「富士」・「はやぶさ」の24系編成には引き続き個室A寝台車「シングルデラックス」・「ロビーカー」が連結されたが、「ソロ」については前述のとおり改造の上で14系編成に移された。また、オハネ25形2両をオハネ15形1100番台に追加改造し、14系編成に組み込んだ。

| 所属     |                              |                              |                              |                              |                           |                           |                           |                           |                   |                   |                   |                   |               |
| 号車     | 電源車                       | 1                            | 2                            | 3                            | 4                         | 5                         | 6                         | 7                         | 8                 | 9                 | 10                | 11                | 12            |
| 客車形式 | カニ24 9                     | オハネフ25 144               | オハネ25 130                 | オハネ25 122                 | オハネ25 136              | オハ24 702                | オハネフ25 115            | オハネフ25 211            | オハネ25 109      | オハネ25 132      | 欠車              | オロネ25 2        | オハネフ25 27 |
| 機関車   | 東京→下関間：EF66 43（下関） | 東京→下関間：EF66 43（下関） | 東京→下関間：EF66 43（下関） | 東京→下関間：EF66 43（下関） | 下関→門司間：EF81（大分） | 下関→門司間：EF81（大分） | 下関→門司間：EF81（大分） | 下関→門司間：EF81（大分） | 門司→熊本間：ED76 | 門司→熊本間：ED76 | 門司→熊本間：ED76 | 門司→熊本間：ED76 |               |

| 所属     |                   |                   |                   |                           |                           |                           |                              |                              |                              |
| 号車     | 電源車            | 1                 | 2                 | 3                         | 4                         | 5                         | 6                            | 7                            | 8                            |
| 客車形式 | カニ24 3          | オハネフ25 157    | オハネ25 127      | オハネ25 117              | オハネ25 106              | オハネフ25 154            | オハ24 703                   | オロネ25 1                   | オハネフ25 110               |
| 機関車   | 熊本→門司間：ED76 | 熊本→門司間：ED76 | 熊本→門司間：ED76 | 門司→下関間：EF81（大分） | 門司→下関間：EF81（大分） | 門司→下関間：EF81（大分） | 下関→東京間：EF66 49（下関） | 下関→東京間：EF66 49（下関） | 下関→東京間：EF66 49（下関） |

- 2002年（平成14年）3月23日：「はやぶさ」の開放式B寝台車を2両減車し7両編成となる。併結相手の「さくら」もB寝台車（開放式）が1両減車され5両編成になる。

- 2004年（平成16年）2月28 - 29日：3月の九州新幹線開業に併せて西鹿児島駅が鹿児島中央駅に改称されるのを記念し、西鹿児島→品川間（上りのみ）において団体専用列車「思い出のはやぶさ号」を運行。鹿児島 - 東京間の「はやぶさ」として復活運転させた。
  - 復路となる下りについては、29日品川発・日豊本線経由・西鹿児島行の「懐かしの富士号」として運行した。
  - このとき、定期列車については通常運行。

- 2005年（平成17年）3月1日：ダイヤ改正で「はやぶさ」は併結相手の「さくら」廃止に伴い、新たに東京 - 門司間で「富士」と併結する2階建て列車とした[1]。これにあわせて、使用車両を24系25形客車から14系客車に変更[1]。また「ロビーカー」とブルトレ便も同時に廃止した。
  - 個室A寝台「シングルデラックス」のオロネ25形は14系化改造のため、下りは1月14日から2月28日まで、上りは1月11日から2月28日までの間連結を中止。
  - このダイヤ改正で「さくら」が廃止され[1]、1,315 kmの運行距離を有する「はやぶさ」が定期列車の日本一の長距離列車の座に2度目の返り咲きを果たした。また「あさかぜ」廃止に伴い国鉄→JRの現役特急愛称継続年数の最長1位（当時47年継続）にもなっていた。しかし「はやぶさ・富士」の運行形態は1963年から1964年の「みずほ」に近い運行形態とされ、東京 - 京都間では「（東京対）九州特急」「九州ブルートレイン」は1往復のみの運行となった。

| 編成     | はやぶさ編成・東京→熊本間    | はやぶさ編成・東京→熊本間    | はやぶさ編成・東京→熊本間    | はやぶさ編成・東京→熊本間    | はやぶさ編成・東京→熊本間 | はやぶさ編成・東京→熊本間 | はやぶさ編成・東京→熊本間 | さくら編成・東京→鳥栖間   | さくら編成・東京→鳥栖間 | さくら編成・東京→鳥栖間 | さくら編成・東京→鳥栖間 | さくら編成・東京→鳥栖間 | さくら編成・東京→鳥栖間 |
| 所属     |                              |                              |                              |                              |                           |                           |                           |                           |                         |                         |                         |                         |                         |
| 号車     | 電源車                       | 1                            | 2                            | 3                            | 4                         | 5                         | 6                         | 7                         | 8                       | 9                       | 10                      | 11                      | 12                      |
| 客車形式 | カニ24 16                    | オハネフ25 210               | オハネ25 130                 | オハネ25 242                 | 欠車                      | オハ24 704                | オハネフ25 155            | スハネフ14 5              | オロネ15 3005           | オハネ15 2005           | オハネ15 1246           | オハネ15 2              | スハネフ14 101          |
| 機関車   | 東京→下関間：EF66 51（下関） | 東京→下関間：EF66 51（下関） | 東京→下関間：EF66 51（下関） | 東京→下関間：EF66 51（下関） | 下関→門司間：EF81（大分） | 下関→門司間：EF81（大分） | 下関→門司間：EF81（大分） | 下関→門司間：EF81（大分） | 門司→熊本間：ED76       | 門司→熊本間：ED76       | 門司→熊本間：ED76       | 門司→熊本間：ED76       |                         |

| 編成     | はやぶさ編成・熊本→東京間 | はやぶさ編成・熊本→東京間 | はやぶさ編成・熊本→東京間 | はやぶさ編成・熊本→東京間 | はやぶさ編成・熊本→東京間 | はやぶさ編成・熊本→東京間 | はやぶさ編成・熊本→東京間     | さくら編成・長崎→東京間       | さくら編成・長崎→東京間       | さくら編成・長崎→東京間      | さくら編成・長崎→東京間      | さくら編成・長崎→東京間      | さくら編成・長崎→東京間 |
| 所属     |                           |                           |                           |                           |                           |                           |                               |                               |                               |                              |                              |                              |                         |
| 号車     | 電源車                    | 1                         | 2                         | 3                         | 4                         | 5                         | 6                             | 7                             | 8                             | 9                            | 10                           | 11                           | 12                      |
| 客車形式 | カニ24 18                 | オハネフ25 207            | オハネ25 243              | オハネ25 132              | 欠車                      | オハ24 705                | オハネフ25 208                | スハネフ14 11                 | オロネ15 3002                 | オハネ15 2002                | オハネ15 6                   | オハネ15 1                   | スハネフ14 11           |
| 機関車   | 熊本→鳥栖間：ED76 61      | 熊本→鳥栖間：ED76 61      | 熊本→鳥栖間：ED76 61      | 長崎→門司間：ED76 94      | 長崎→門司間：ED76 94      | 長崎→門司間：ED76 94      | 門司→下関間：EF81 413（大分） | 門司→下関間：EF81 413（大分） | 門司→下関間：EF81 413（大分） | 下関→東京間：EF66 48（下関） | 下関→東京間：EF66 48（下関） | 下関→東京間：EF66 48（下関） |                         |

- 2009年（平成21年）
  - 2月：列車廃止間近の特需[3] への対応策として、上り列車の熊本→博多間を、乗車券と指定席特急券でB寝台に乗車を可能とした[15]。
  - 3月14日：前日始発駅を発車した列車をもって「富士」とともに廃止。これにより東京発着の客車寝台特急および九州発着の寝台特急は全廃。なお、東京発着の寝台特急としては285系電車「サンライズエクスプレス」で運行する「サンライズ出雲」と「サンライズ瀬戸」が残っており、岡山駅で山陽新幹線と乗り継ぐことによって東京 - 九州のうちの一部区間を夜行で移動することは可能である。

| 編成     | はやぶさ編成・東京→熊本間    | はやぶさ編成・東京→熊本間    | はやぶさ編成・東京→熊本間    | はやぶさ編成・東京→熊本間     | はやぶさ編成・東京→熊本間     | はやぶさ編成・東京→熊本間     | 富士編成・東京→大分間        | 富士編成・東京→大分間        | 富士編成・東京→大分間        | 富士編成・東京→大分間        | 富士編成・東京→大分間        | 富士編成・東京→大分間        |
| 所属     | 熊本鉄道事業部               | 熊本鉄道事業部               | 熊本鉄道事業部               | 熊本鉄道事業部                | 熊本鉄道事業部                | 熊本鉄道事業部                | 熊本鉄道事業部               | 熊本鉄道事業部               | 熊本鉄道事業部               | 熊本鉄道事業部               | 熊本鉄道事業部               | 熊本鉄道事業部               |
| 号車     | 1                            | 2                            | 3                            | 4                             | 5                             | 6                             | 7                            | 8                            | 9                            | 10                           | 11                           | 12                           |
| 客車形式 | スハネフ15 1                 | オロネ15 3004                | オハネ15 2005                | オハネ15 1202                 | オハネ15 1122                 | スハネフ14 12                 | スハネフ15 2                 | オロネ15 3001                | オハネ15 2004                | オハネ15 1246                | オハネ15 1102                | スハネフ14 6                 |
| 機関車   | 東京→下関間：EF66 53（下関） | 東京→下関間：EF66 53（下関） | 東京→下関間：EF66 53（下関） | 下関→門司間：EF81 411（大分） | 下関→門司間：EF81 411（大分） | 下関→門司間：EF81 411（大分） | 門司→熊本間：ED76 94（大分） | 門司→熊本間：ED76 94（大分） | 門司→熊本間：ED76 94（大分） | 門司→大分間：ED76 90（大分） | 門司→大分間：ED76 90（大分） | 門司→大分間：ED76 90（大分） |

| 編成     | 富士編成・大分→東京間        | 富士編成・大分→東京間        | 富士編成・大分→東京間        | 富士編成・大分→東京間        | 富士編成・大分→東京間        | 富士編成・大分→東京間        | はやぶさ編成・熊本→東京間     | はやぶさ編成・熊本→東京間     | はやぶさ編成・熊本→東京間     | はやぶさ編成・熊本→東京間    | はやぶさ編成・熊本→東京間    | はやぶさ編成・熊本→東京間    |
| 所属     | 熊本鉄道事業部               | 熊本鉄道事業部               | 熊本鉄道事業部               | 熊本鉄道事業部               | 熊本鉄道事業部               | 熊本鉄道事業部               | 熊本鉄道事業部                | 熊本鉄道事業部                | 熊本鉄道事業部                | 熊本鉄道事業部               | 熊本鉄道事業部               | 熊本鉄道事業部               |
| 号車     | 1                            | 2                            | 3                            | 4                            | 5                            | 6                            | 7                             | 8                             | 9                             | 10                           | 11                           | 12                           |
| 客車形式 | スハネフ15 20                | オロネ15 3006                | オハネ15 2003                | オハネ15 4                   | オハネ15 2                   | スハネフ14 11                | スハネフ15 21                 | オロネ15 3002                 | オハネ15 2002                 | オハネ15 3                   | オハネ15 1                   | スハネフ14 3                 |
| 機関車   | 大分→門司間：ED76 94（大分） | 大分→門司間：ED76 94（大分） | 大分→門司間：ED76 94（大分） | 熊本→門司間：ED76 90（大分） | 熊本→門司間：ED76 90（大分） | 熊本→門司間：ED76 90（大分） | 門司→下関間：EF81 411（大分） | 門司→下関間：EF81 411（大分） | 門司→下関間：EF81 411（大分） | 下関→東京間：EF66 42（下関） | 下関→東京間：EF66 42（下関） | 下関→東京間：EF66 42（下関） |

### 列車名の由来
- 「霧島・きりしま」：鹿児島県と宮崎県の県境に広がる火山群である霧島山から。異称として他に霧島連山、霧島連峰、霧島山地、霧島火山群があるが日本語版Wikipediaにおける項目では「霧島山」が採用されている。霧島 (曖昧さ回避)も参照。
- 「桜島」（さくらじま）：鹿児島県の錦江湾（正式には鹿児島湾）にある半島であり活火山でもある桜島から。海の中にそびえるその山容は特に異彩を放っており、鹿児島のシンボルの1つとされる。
- 「さつま」：現在の鹿児島県西部に相当する令制国（いわゆる旧国名）の薩摩国から。
- 「筑紫」（つくし）：現在の福岡県東部を除く部分に相当する令制国（いわゆる旧国名）の筑紫国または、日本神話の国産みにおける「筑紫島」と呼ばれた九州全域を指す「筑紫」に由来する。ただし、一般的には前者のみとされる。
- 「みずほ」：日本国の美称でもある、「瑞穂国」（みずほのくに）にちなむ。ただし、特別急行列車の愛称には抽象名詞を用いるという慣例があったことや戦前の特別急行列車愛称公募時に日本の意味合いがある「大和」があるため、それによるものともされる。